# Liste der Biografien/Sali
Liste der Biografien |
Portal Biografien |
Personensuche
# |
A |
B |
C |
D |
E |
F |
G |
H |
I |
J |
K |
L |
M |
N |
O |
P |
Q |
R |
S |
T |
U |
V |
W |
X |
Y |
Z |
?
 
Sa |
Sb |
Sc |
Sd |
Se |
Sf |
Sg |
Sh |
Si |
Sj |
Sk |
Sl |
Sm |
Sn |
So |
Sp |
Sq |
Sr |
Ss |
St |
Su |
Sv |
Sw |
Sy |
Sz
 
Saa |
Sab |
Sac |
Sad |
Sae |
Saf |
Sag |
Sah |
Sai |
Saj |
Sak |
Sal |
Sam |
San |
Sao |
Sap |
Saq |
Sar |
Sas |
Sat |
Sau |
Sav |
Saw |
Sax |
Say |
Saz
 
Sala |
Salb |
Salc |
Sald |
Sale |
Salf |
Salg |
Salh |
Sali |
Salj |
Salk |
Sall |
Salm |
Saln |
Salo |
Salp |
Salq |
Sals |
Salt |
Salu |
Salv |
Salw |
Saly |
Salz
Die Liste der Biografien führt alle Personen auf, die in der deutschsprachigen Wikipedia einen Artikel haben. Dieses ist eine Teilliste mit 279 Einträgen von Personen, deren Namen mit den Buchstaben „Sali“ beginnt.

## Sali
- Sali, Baba (1889–1984), orientalischer Rabbiner und Kabbalist
- Sali, Bill (* 1954), US-amerikanischer Politiker
- Sali, Enes (* 2006), rumänisch-kanadischer Fußballspieler
- Sali, Jainal Antel junior (1964–2007), philippinischer Terrorist, Mitglied der Abu Sayyaf
- Sali, Kaisa (* 1981), finnische Triathletin
- Sali, Ziynet (* 1975), zypriotische Pop-Sängerin

### Salia
- Salia, Wachtang (* 2007), georgischer Fußballspieler
- Saliah, Hamani (1964–2008), nigrischer Offizier
- Saliakas, Manolis (* 1996), griechischer FußballspielerManolis Saliakas (* 1996)

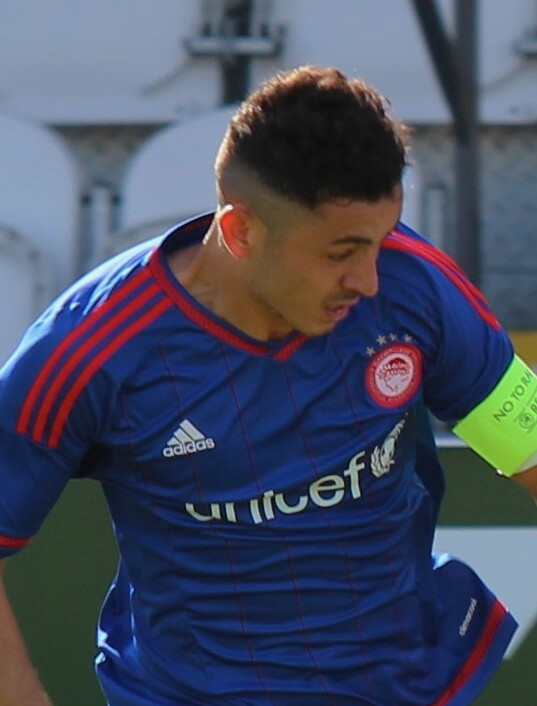
Manolis Saliakas (* 1996)

- Salian-Manoukian, Katarine († 1965), armenische Politikerin
- Salias, Vicente (1776–1814), venezolanischer Revolutionär, Journalist und Schriftsteller
- Saliat, Pierre, französischer Übersetzer und Schriftsteller

### Salib
- Saliba, Alex Agius (* 1989), maltesischer Jurist und Politiker (Partit Laburista)
- Saliba, Antonello de, italienischer Maler
- Saliba, George (* 1939), US-amerikanischer Arabist und Islamwissenschaftler
- Saliba, Justin (* 1994), US-amerikanischer Pokerspieler
- Saliba, Najat (* 1966), libanesische Chemikerin und Umweltaktivistin
- Saliba, Nicky (* 1966), maltesischer Fußballspieler
- Saliba, Vivian (* 1993), brasilianische Pokerspielerin
- Saliba, William (* 2001), französischer FußballspielerWilliam Saliba (* 2001)

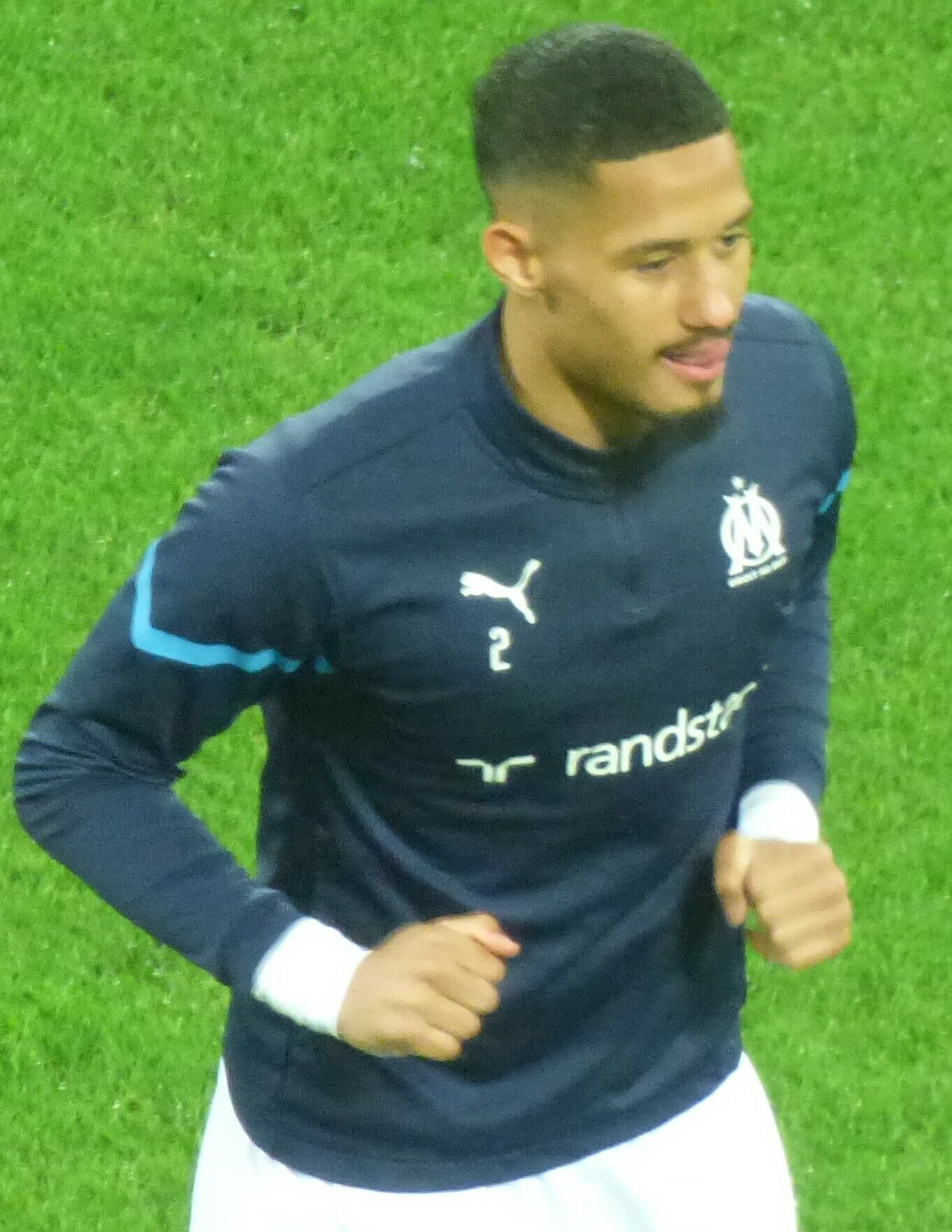
William Saliba (* 2001)

- Salibi, Kamal (1929–2011), libanesischer Historiker

### Salic
- Salica, Louis (1912–2002), US-amerikanischer Boxer
- Salice, William (1933–2016), italienischer Manager
- Salice-Contessa, Christian Jakob (1767–1825), schlesischer Großkaufmann, Kommunalpolitiker und romantischer Schriftsteller
- Salice-Contessa, Karl Wilhelm (1777–1825), schlesischer Dichter der Romantik
- Saliceti, Antoine Christophe (1757–1809), französischer Politiker und Diplomat der Revolution und des Ersten Reiches
- Saliceti, Natale (1714–1789), italienischer Mediziner und Leibarzt des Papstes Pius VI.
- Salichowa, Jelisaweta Ilgisowna (* 1996), russische Snowboarderin
- Salichowa, Rosa Galjamowna (* 1944), sowjetische Volleyballspielerin
- Salicio, Mustaphato, Ingenieur
- Salicola, Margherita, italienische Opernsängerin (Sopran), Geliebte Johann Georgs III. von Sachsen

### Salid
- Salido, Orlando (* 1980), mexikanischer Boxer

### Salie
- Salie, Faith (* 1971), US-amerikanische Radiomoderatorin, Journalistin, Schauspielerin und Komödiantin
- Salié, Hans (1902–1978), deutscher Mathematiker und Wissenschaftshistoriker
- Salié, Katty (* 1975), deutsche Fernsehjournalistin und Moderatorin
- Saliège, Jules (1870–1956), französischer Geistlicher, Erzbischof von Toulouse und Kardinal
- Salienė, Vilija (* 1959), litauische Lituanistin
- Salier, Bastian (* 1975), deutscher Journalist, Verleger, Unternehmer und Freimaurer
- Salier, Hans-Jürgen (1944–2021), deutscher Pädagoge, Philatelist, Heimatforscher, Autor und Verleger
- Salieri, Antonio (1750–1825), italienisch-österreichischer Komponist, Kapellmeister und MusikpädagogeAntonio Salieri (1750–1825)

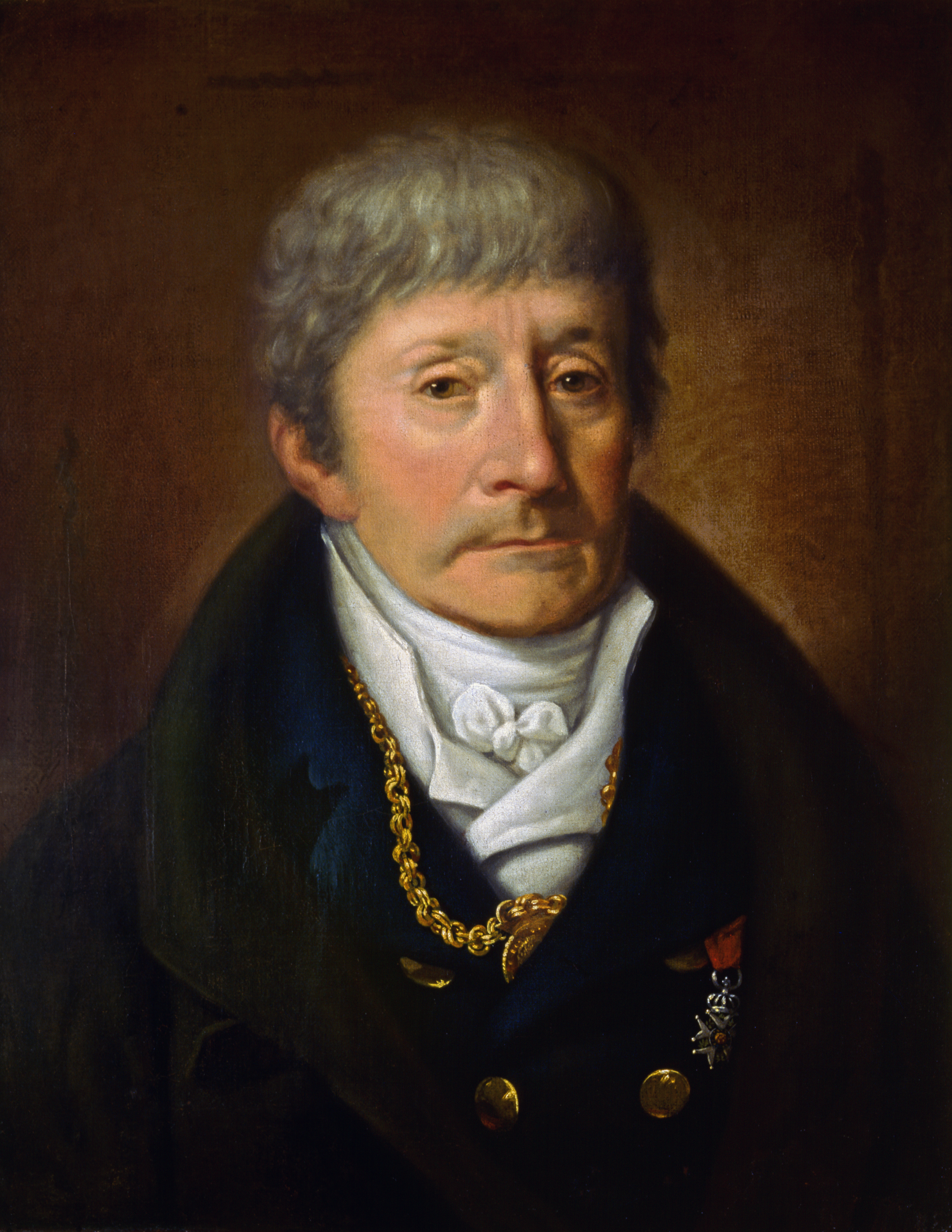
Antonio Salieri (1750–1825)

- Salieri, Girolamo (1794–1864), italienischer Klarinettist und Komponist
- Salieri, Mario (* 1957), italienischer Pornofilmregisseur und -produzent
- Salieu, Pa (* 1997), britischer Rapper

### Salif
- Salifou, Abdel-Kader (* 1989), französischer Tischtennisspieler
- Salifou, Amadou, nigrischer Politiker
- Salifou, André (1942–2022), nigrischer Historiker, Schriftsteller, Politiker und Diplomat
- Salifou, Dikeni (* 2003), togoisch-deutscher Fußballspieler
- Salifou, Illa (* 1932), nigrischer Diplomat
- Salifou, Moustapha (* 1983), togoischer Fußballspieler
- Salifu, Mariama (* 1983), ghanaische Sprinterin

### Salig
- Salig, Christian August (1692–1738), deutscher Theologe und Historiker
- Saligari, Marco (* 1965), italienischer Radrennfahrer
- Salige, Johann († 1530), Kaufmann und Ratsherr der Hansestadt Lübeck
- Saliger, Arthur (* 1944), österreichischer Kunsthistoriker, Museumskurator und Denkmalpfleger
- Saliger, Frank (* 1964), deutscher Rechtswissenschaftler, Hochschullehrer
- Saliger, Ivo (1894–1987), österreichischer Maler und Radierer
- Saliger, Johannes, lutherischer Theologe
- Saliger, Rudolf (1873–1958), österreichischer Bauingenieur und Hochschullehrer
- Saliger, Rudolf (1882–1954), österreichischer Politiker (NSDAP), Landtagsabgeordneter
- Saliger, Stefan (* 1967), deutscher Hockeyspieler
- Saliger, Wolfgang (* 1946), österreichischer Politiker (ÖVP), Abgeordneter zum Salzburger Landtag, Mitglied des Bundesrates
- Salignac, Eugene de (1861–1943), US-amerikanischer Stadtfotograf
- Salignac, Mélanie de (1744–1766), französische Blinde
- Salignac, Nicolas-Thérèse Vallet de (1732–1812), französischer Politiker
- Saligny, Anghel (1854–1925), rumänischer Ingenieur, Eisenbahn- und Brückenbauer und Hochschullehrer

### Salih
- Salih al-Miskin († 793), Prinz der Abbasiden-Dynastie
- Salih al-Turki, saudischer Unternehmer und ernannter Bürgermeister
- Salih asch-Scharif at-Tunisi (1869–1920), tunesischer islamischer Gelehrter und Nationalist
- Salih bin Muhammad bin Hasan al-Asmari, Berater des Ministeriums für islamische Angelegenheiten, Saudi-Arabien
- Sālih ibn Tarīf, Berberkönig und Religionsgründer
- Salih Muhammad III., as- († 1430), Sultan der Mamluken in Ägypten (1421–1422)
- Salih Salih, as-, Sultan der Mamluken in Ägypten (1351–1354)
- Salih, Abu, armenischer Schriftsteller
- Salih, Ahmad Muhammad (1898–1973), sudanesischer Dichter und Autor
- Salih, Ali Abdullah (1942–2017), jemenitischer Politiker und StaatspräsidentAli Abdullah Salih (1942–2017)

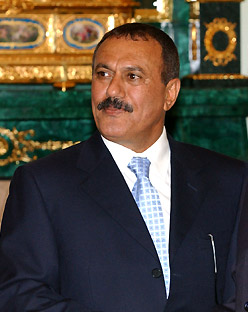
Ali Abdullah Salih (1942–2017)

- Salih, at-Tayyib (1928–2009), sudanesischer Schriftsteller
- Salih, Barham (* 1960), irakischer Politiker
- Salih, Hawa Abdallah Mohammed, sudanesische Menschenrechtsaktivistin
- Salih, Helmut (* 1970), deutscher Hämatoonkologe und Immunologe
- Salih, Suad (* 1945), ägyptische Theologin, Professorin für Theologie und Fernsehpredigerin
- Saliha (1914–1958), tunesische Sängerin
- Saliha Sultan († 1739), Gemahlin von Sultan Mustafa II. und Valide Sultan von Mahmud I.
- Salihamidžić, Hasan (* 1977), bosnisch-herzegowinischer Fußballspieler und -funktionärHasan Salihamidžić (* 1977)

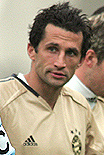
Hasan Salihamidžić (* 1977)

- Salihi, Arschad (* 1959), irakischer Politiker turkmenischer Ethnizität und Vorsitzender der Turkmenenfront des Irak
- Salihi, Hamdi (* 1984), albanischer Fußballspieler
- Salihoğlu, Kıvanç (* 1993), türkischer Fußballspieler
- Salihović, Eldar (* 1999), montenegrinischer Skirennläufer
- Salihović, Ismail (* 2003), serbischer Fußballspieler
- Salihović, Sejad (* 1984), bosnisch-herzegowinischer Fußballspieler
- Salihović, Zada (* 2000), deutsche Politikerin (Die Linke), MdB
- Salihu, Aziz (* 1954), kosovarischer Boxer
- Salihu, Isah (* 1991), nigerianischer Sprinter
- Salihu, Leunora (* 1977), Bildhauerin
- Salihu, Lumbardh (* 1992), österreichischer Fußballspieler

### Salii
- Salii, Gloria, palauische traditionelle Clanchefin und Politikerin
- Salii, Lazarus (1936–1988), palauischer Politiker

### Salij
- Saliji, Samir (* 1984), slowakischer Eishockeyspieler

### Salil
- Salila, Jussi (1884–1932), finnischer Ringer

### Salim
- Salim I., Sultan von Anjouan
- Salim ibn Thuwaini († 1876), Sultan von Maskat und Oman
- Salim, A. K. (* 1922), US-amerikanischer Altsaxophonist und Arrangeur
- Salim, Abdel Gadir, sudanesischer Musiker
- Salim, Abubakar (* 1993), britischer Schauspieler
- Salim, Agus (1884–1954), indonesischer Politiker
- Salim, Ahmad Firdaus (* 1985), malaysischer Dreispringer
- Salim, Dar (* 1977), dänischer SchauspielerDar Salim (* 1977)

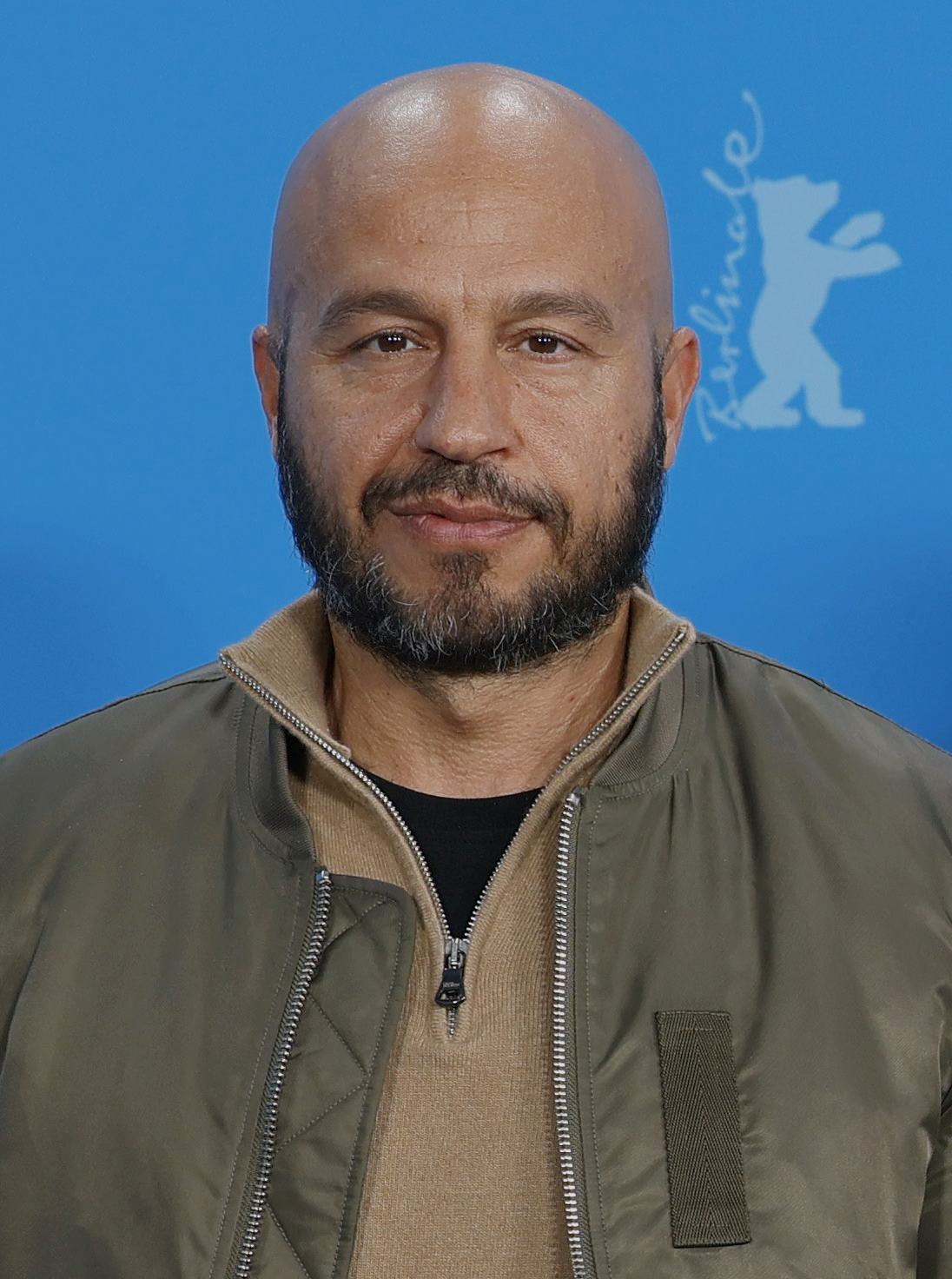
Dar Salim (* 1977)

- Salim, Ezzedine (1943–2004), irakischer Politiker, Präsident des provisorischen irakischen Regierungsrats
- Salim, József (1967–2022), ungarischer Taekwondoin
- Salim, Mamduh Muhammad (1918–1988), ägyptischer Premierminister
- Salim, Mohammed (1904–1980), indischer Fußballspieler
- Salim, Muhammad Ali (1935–2022), Parlamentarier in Libyen
- Salim, Naziha (1927–2008), irakische Malerin, Hochschullehrerin und Autorin
- Salim, Rawezh (* 1973), kurdisch-österreichischer Übersetzer
- Salim, Salim Ahmed (* 1942), tansanischer Politiker und Diplomat
- Salim, Yusuf (1929–2008), US-amerikanischer Jazzpianist, Arrangeur und Komponist
- Salim, Zam (* 1973), englischer Drehbuchautor und Filmregisseur
- Salim-Giasar, Can (* 1997), deutscher Poolbillardspieler
- Salima Machamba (1874–1964), letzte Königin (Sultana) von Moheli
- Salimbangon, Benhur (1945–2020), philippinischer Politiker
- Salimbene von Parma (* 1221), italienischer Chronist
- Salimbeni, Arcangelo († 1579), italienischer Maler
- Salimbeni, Felice († 1755), italienischer Opernsänger (Kastrat/Sopran)
- Salimbeni, Leonardo (1752–1823), italienischer Ingenieur und Mathematiker
- Salimbeni, Reto (* 1958), Schweizer Regisseur
- Salimbeni, Simondio (1597–1643), italienischer Maler
- Salimbeni, Ventura (1568–1613), italienischer Maler
- Salime, Rusyaidi (* 1998), singapurischer Fußballspieler
- Salimei, Giulio (1924–1998), italienischer römisch-katholischer Geistlicher und Weihbischof in Rom
- Salimi, Arian (* 2003), iranischer Taekwondoin
- Salimi, Farsam (* 1980), österreichischer Rechtswissenschaftler
- Salimi, Lukas (* 2002), deutscher Volleyballspieler
- Salimi, Sayed Baqer Mir (* 1989), afghanischer Fußballspieler
- Salimikordasiabi, Behdad (* 1989), iranischer Gewichtheber
- Salimou ben Mwé Fani († 1752), Sultan von Mayotte
- Salimou, Mohamed Amiri (* 1962), komorischer Militär
- Səlimov, Həbib bəy (1881–1920), Oberstleutnant der Kaiserlich Russischen Armee und Stabschef der Streitkräfte der Demokratischen Republik Aserbaidschan im Rang eines Generalmajors
- Sälimow, Jermak (* 1957), kasachischer Politiker
- Salimow, Salim (* 1982), bulgarischer Boxer
- Salimowa, Nurgjul (* 2003), bulgarische Schachspielerin
- Salimschanowa, Faadija Faisrachmanowna (* 1935), sowjetische Skilangläuferin

### Salin
- Salin, Ari (* 1947), finnischer Hürdenläufer und Sprinter
- Salin, Bernhard (1861–1931), schwedischer Archäologe
- Salin, Edgar (1892–1974), deutscher Wirtschaftswissenschaftler
- Salin, Holger (* 1911), finnischer Fußballspieler
- Salin, Pascal (* 1939), französischer Wirtschaftswissenschaftler
- Salin, Riitta (* 1950), finnische Leichtathletin
- Salin, Romain (* 1984), französischer Fußballspieler
- Salina, Daymaro (* 1987), kubanisch-portugiesischer Handballspieler
- Salina, Henri (1926–2007), Schweizer Ordensgeistlicher, Abt der Abtei Saint-Maurice, Bischof
- Salinari, Carlo (1919–1977), italienischer Romanist und Italianist
- Salinas Araneda, Carlos René (* 1949), chilenischer Rechtshistoriker
- Salinas de Gortari, Carlos (* 1948), mexikanischer Politiker und PräsidentCarlos Salinas de Gortari (* 1948)

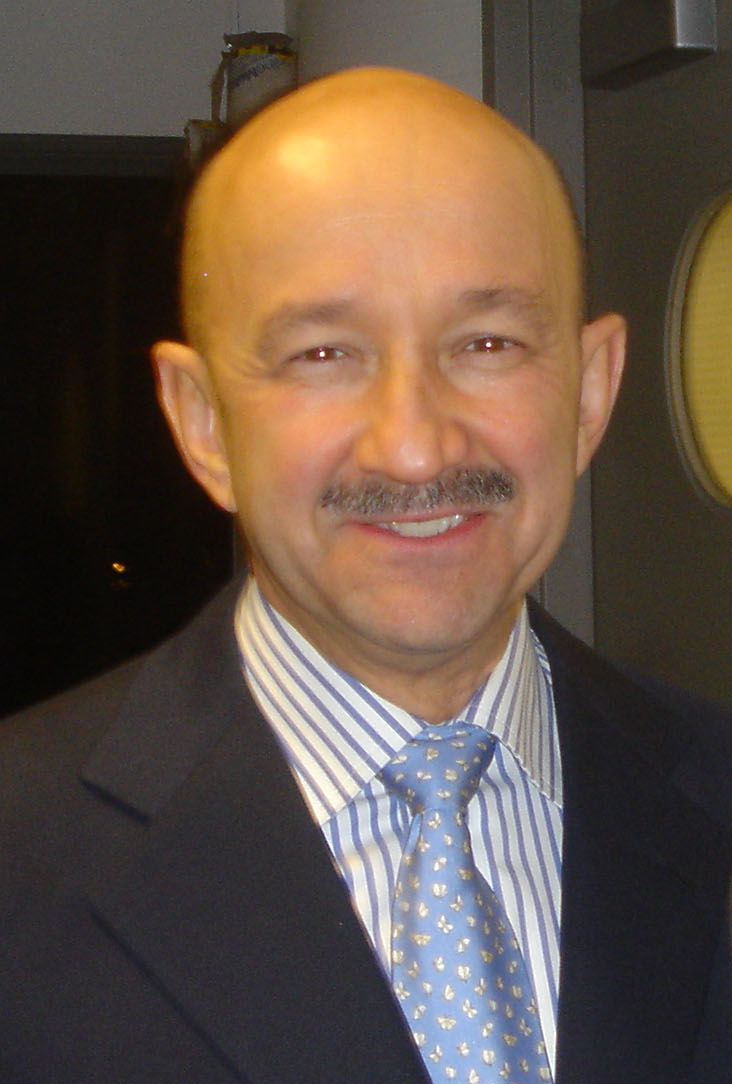
Carlos Salinas de Gortari (* 1948)

- Salinas Fuller, Teófilo (1919–1999), peruanischer Fußballfunktionär
- Salinas García, María Isabel (* 1966), spanische Politikerin, MdEP
- Salinas Herrera, Pablo (* 1994), chilenischer Schachspieler
- Salinas Muñoz, Esteban (* 1992), chilenischer Handballspieler
- Salinas Muñoz, Rodrigo (* 1989), chilenischer Handballspieler
- Salinas Pliego, Ricardo (* 1955), mexikanischer UnternehmerRicardo Salinas Pliego (* 1955)

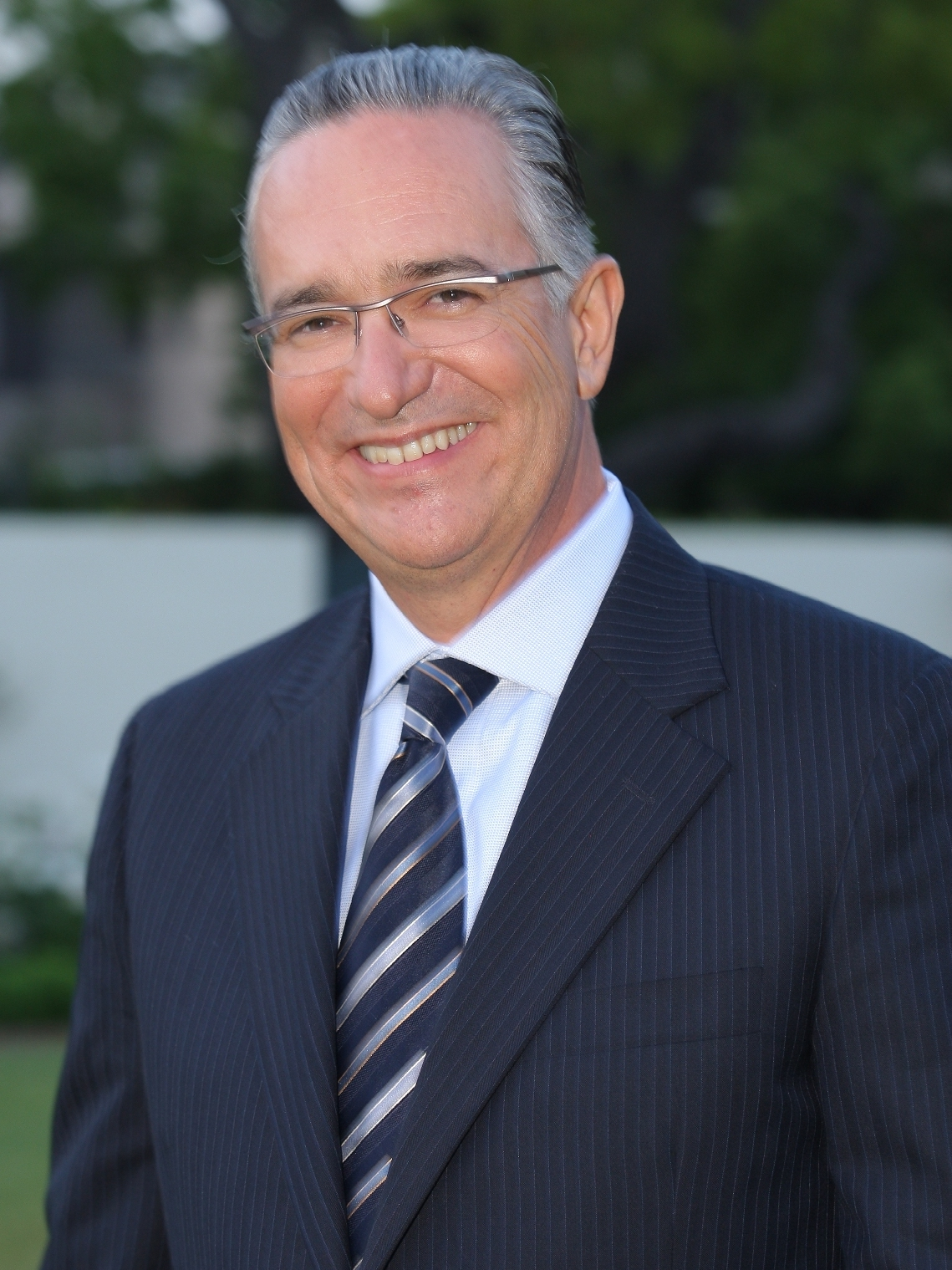
Ricardo Salinas Pliego (* 1955)

- Salinas Price, Roberto (1938–2012), mexikanischer Autor und Amateurgelehrter
- Salinas Viñals, Javier (* 1948), spanischer römisch-katholischer Geistlicher und Weihbischof im Erzbistum Valencia
- Salinas, Adelio (* 1968), paraguayischer Fußballspieler
- Salinas, Andrea (* 1969), US-amerikanische Politikerin der Demokratischen Partei
- Salinas, Antonino (1841–1914), italienischer Klassischer Archäologe und Numismatiker
- Salinas, Ariel (* 1989), chilenischer Fußballspieler
- Salinas, Félix (1939–2021), peruanischer Fußballspieler
- Salinas, Francisco de (1513–1590), spanischer Musiker, Organist, Musiktheoretiker und Lehrer an der Universität Salamanca
- Salinas, Hans (* 1990), chilenischer Fußballspieler
- Salinas, Hernán (1956–2003), argentinischer Tangosänger
- Salinas, Jaime (* 1937), chilenischer Fußballspieler
- Salinas, Javier (* 1972), spanischer Schriftsteller
- Salinas, Julio (* 1962), spanischer Fußballspieler
- Salinas, Luis Adolfo Siles (1925–2005), bolivianischer Rechtsanwalt und Politiker
- Salinas, Marcelo (* 1995), chilenisch-portugiesischer Fußballtorwart
- Salinas, María de († 1539), spanische Adelige in England
- Salinas, Mario (* 1950), chilenischer Fußballspieler
- Salinas, Nicolás (* 1998), kolumbianischer Leichtathlet
- Salinas, Óscar, kolumbianischer Radrennfahrer
- Salinas, Óscar (* 1988), chilenischer Fußballspieler
- Salinas, Pedro (1891–1951), spanischer Schriftsteller und Dichter
- Salinas, Raúl Alberto (* 1978), mexikanischer Fußballspieler
- Salinas, Rodolfo (* 1987), mexikanischer Fußballspieler
- Salinas, Shea (* 1986), US-amerikanischer Fußballspieler
- Saling, Erich (1925–2021), deutscher Gynäkologe und GeburtshelferErich Saling (1925–2021)

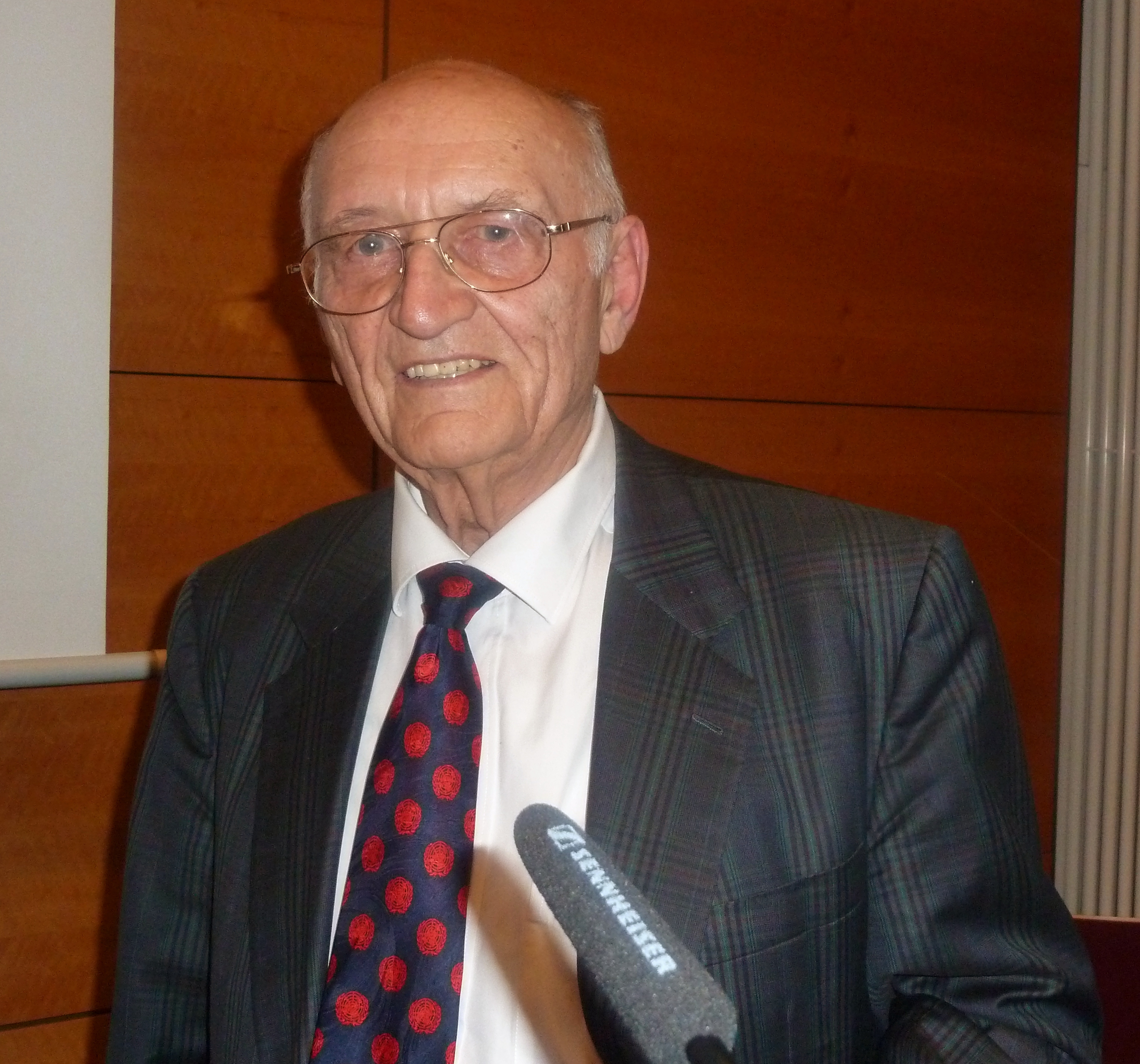
Erich Saling (1925–2021)

- Saling, George (1909–1933), US-amerikanischer Hürdenläufer
- Salingaros, Nikos (* 1952), griechisch-australischer Mathematiker und Physiker
- Salinger, Conrad (1901–1962), US-amerikanischer Komponist und Orchestrierer
- Salinger, Diane (* 1951), US-amerikanische Schauspielerin und Synchronsprecherin
- Salinger, Emmanuel (* 1964), französischer Schauspieler
- Salinger, Hermann (1911–1970), deutscher Politiker (SED) und Oberbürgermeister
- Salinger, Hugo (1866–1942), deutscher Reichsgerichtsrat
- Salinger, J. D. (1919–2010), US-amerikanischer SchriftstellerJ. D. Salinger (1919–2010)

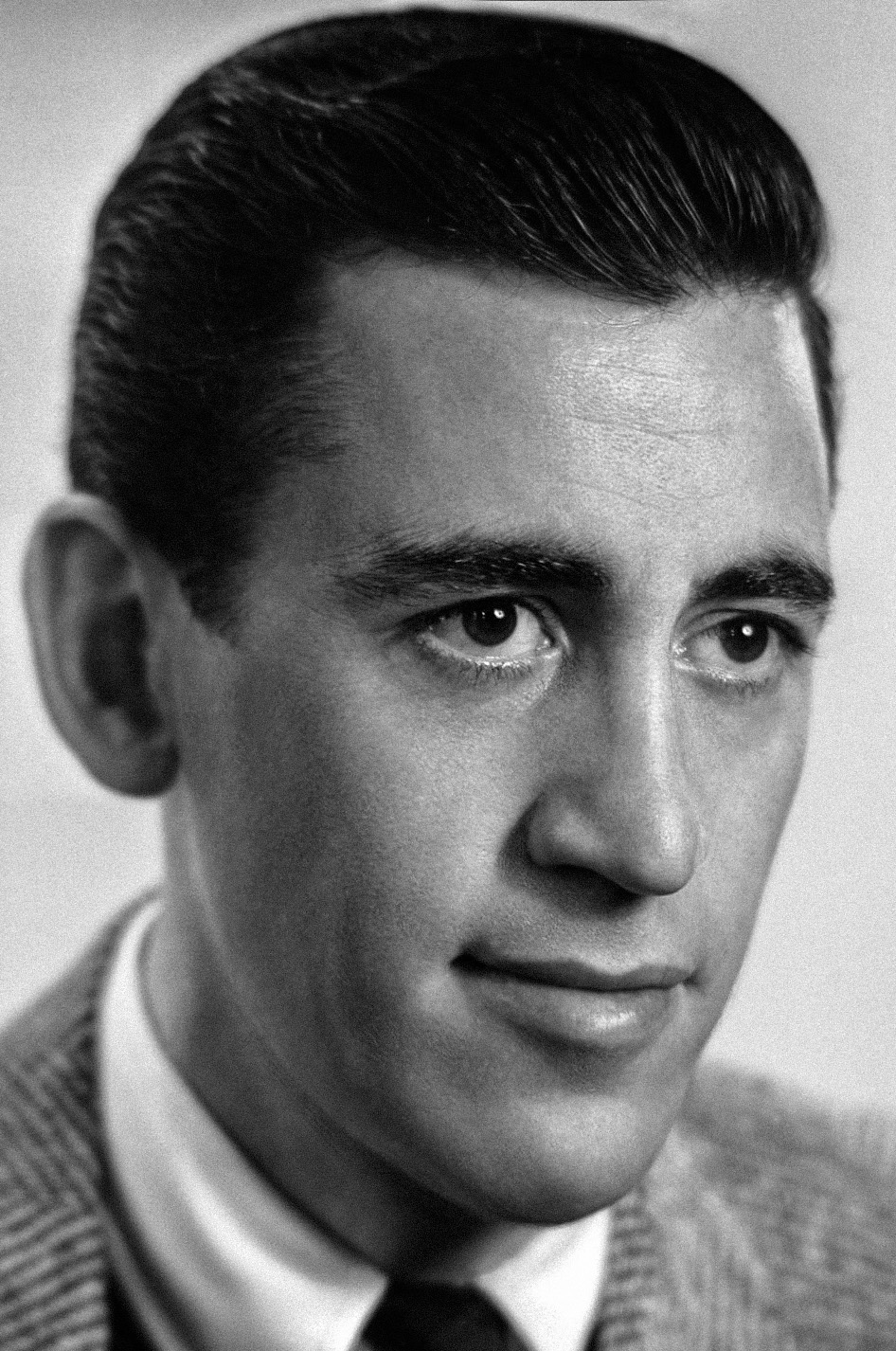
J. D. Salinger (1919–2010)

- Salinger, Julie (1863–1942), deutsche Politikerin
- Salinger, Julie (1873–1947), ungarisch-deutsche Opernsängerin (Sopran)
- Salinger, Lothar (1919–1943), deutscher Arbeiter und Widerstandskämpfer gegen den Nationalsozialismus
- Salinger, Matt (* 1960), US-amerikanischer Schauspieler
- Salinger, Paul (1865–1942), deutscher Architekt
- Salinger, Pierre (1925–2004), US-amerikanischer Journalist, Pressesprecher des Weißen Hauses
- Salinger, Richard (1859–1926), deutscher Verleger und Journalist
- Salinger, Tomáš (1938–2020), tschechoslowakischer Leichtathlet
- Salingré, Hermann (1833–1879), deutscher Possenschriftsteller
- Salini, Lino (1889–1944), deutscher Maler und Karikaturist
- Salini, Massimiliano (* 1973), italienischer Politiker
- Salini, Tommaso († 1625), italienischer Maler
- Salinitri, Anthony (* 1998), italo-kanadischer Eishockeyspieler
- Salino do Carmo, Leandro (* 1985), brasilianischer Fußballspieler
- Salins de Montfort, Nicolas Alexandre (1753–1839), französischer Architekt
- Salins, Guigone de (1403–1470), französische Adelige, Ehefrau von Nicolas Rolin

### Salis
- Salis, Anthony (* 1988), französischer Fußballspieler
- Salis, Antonello (* 1950), italienischer Jazz-Musiker
- Salis, Arnold von (1881–1958), Schweizer Klassischer Archäologe
- Salis, Carl von (1886–1941), Schweizer Maler und Zeichner
- Salis, Edgar (* 1970), Schweizer Eishockeyspieler und -funktionär
- Salis, Felice (1938–2021), italienischer Hockeyspieler
- Salis, Friedrich (1880–1914), deutscher Historiker
- Salis, Hans Jakob von (1615–1659), kaiserlicher Generalfeldwachtmeister
- Salis, Hans Wolfgang von (1580–1639), kaiserlicher Feldzeugmeister, Inhaber eines Regiments zu Fuß, Kämmerer sowie Komtur des Deutschen Ritterordens
- Salis, Ilaria (* 1984), italienische Politikerin linke AktivistinIlaria Salis (* 1984)

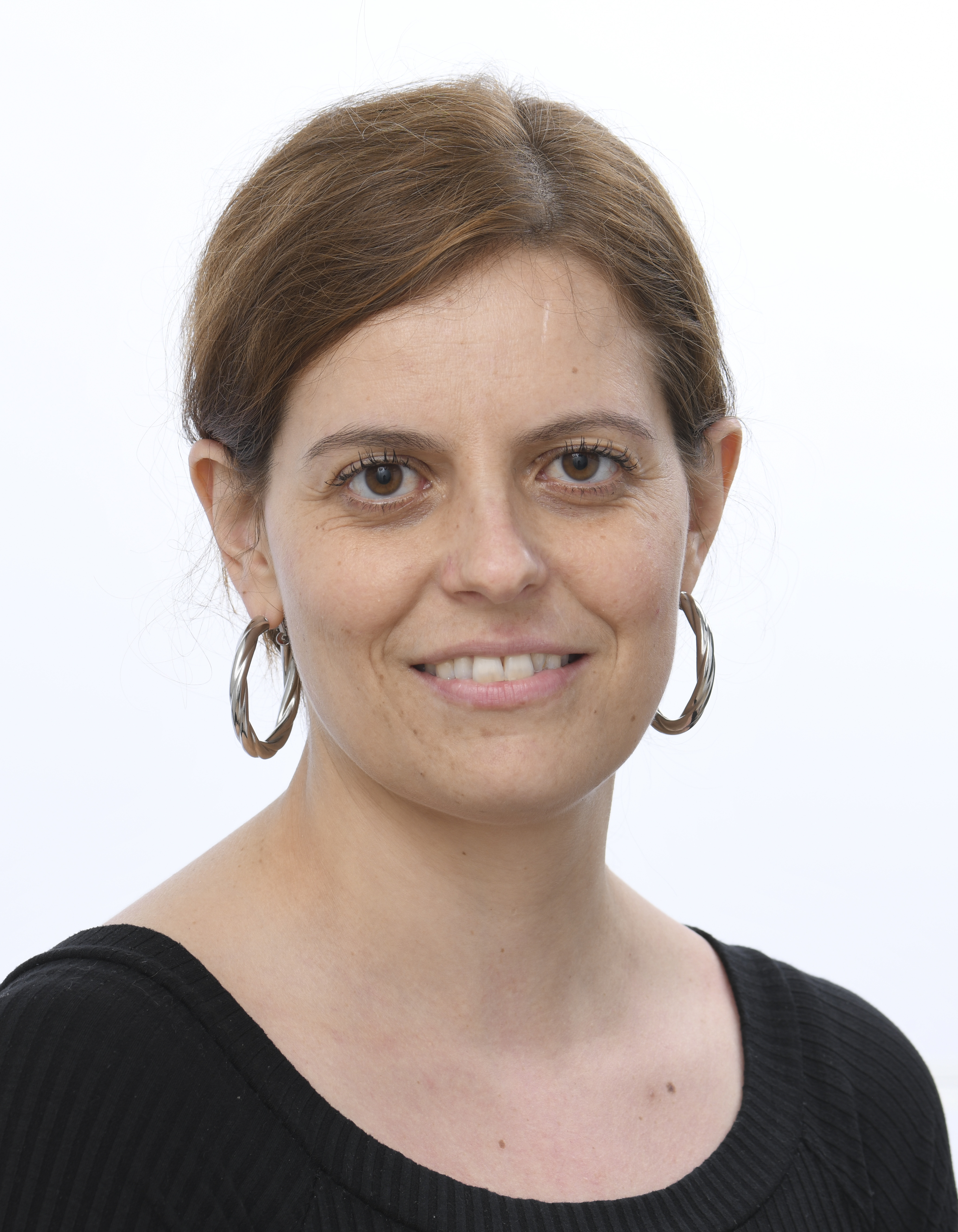
Ilaria Salis (* 1984)

- Salis, Jakob Arnold von (1847–1923), Schweizer evangelisch-reformierter Theologe, Dichter und Historiker
- Salis, Jean Rudolf von (1901–1996), Schweizer Historiker, Schriftsteller und Publizist
- Salis, Johann Baptista von (1741–1816), Schweizer Politiker
- Salis, Katharina von (* 1940), Schweizer Geologin, Orientierungsläuferin und Frauenrechtlerin
- Salis, Meta von (1855–1929), Schweizer Historikerin und Frauenrechtlerin
- Salis, Richard (1931–1988), deutscher Schriftsteller
- Salis, Rodolphe (1851–1897), französischer Kabarettist, Maler und Graphiker
- Salis, Ulysses von (1594–1674), Oberst in französischen Diensten, Landammann
- Salis-Marschlins, Carl Ulysses von (1760–1818), Bündner Gelehrter und Politiker
- Salis-Marschlins, Ulysses von (1728–1800), Bündner Politiker und Unternehmer
- Salis-Samaden, Paul von (1729–1799), österreichischer Feldmarschall-Lieutenant und Divisionär
- Salis-Schwabe, Julie (1819–1896), deutsche Philanthropin jüdischer Abstammung
- Salis-Seewis, Johann Gaudenz Dietegen von (1825–1886), Schweizer Jurist und Politiker
- Salis-Seewis, Johann Gaudenz von (1762–1834), Schweizer DichterJohann Gaudenz von Salis-Seewis (1762–1834)

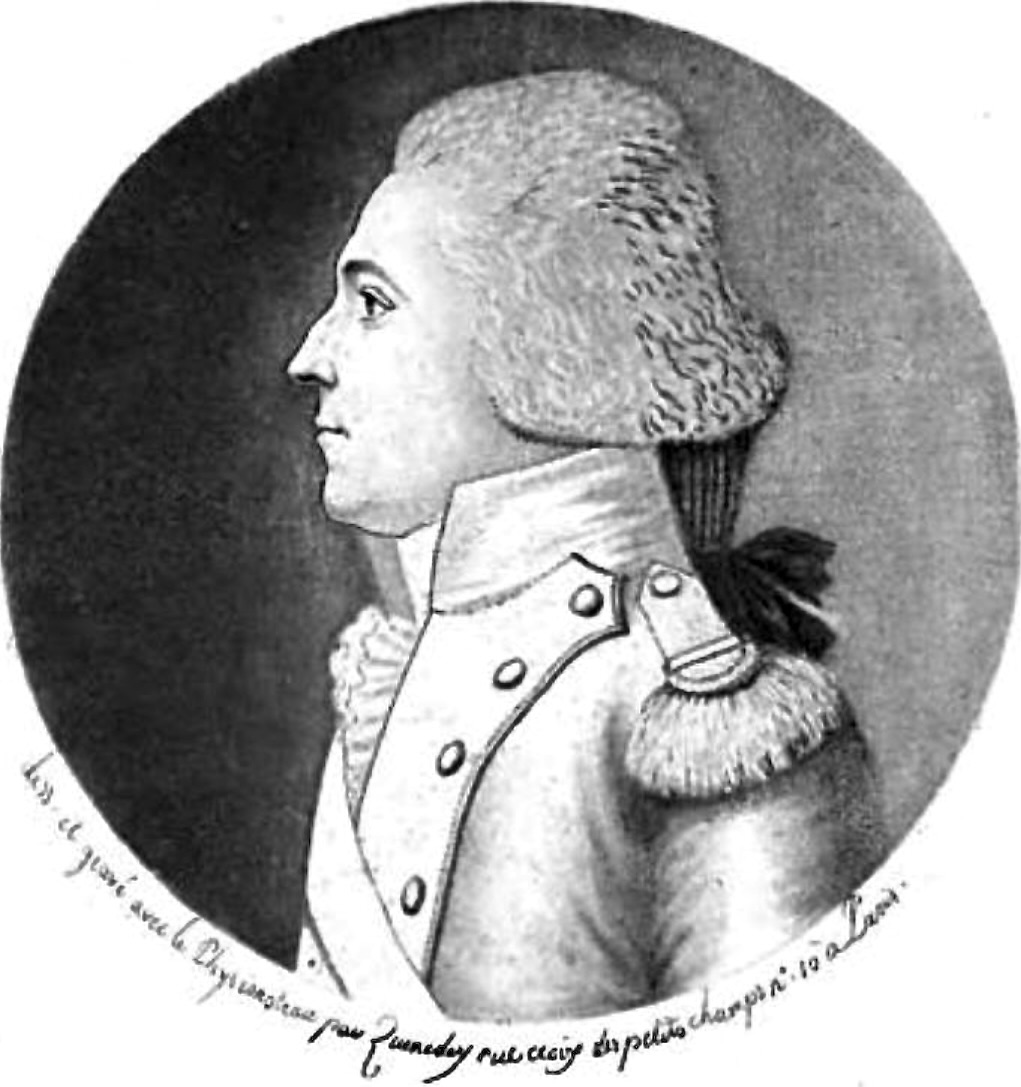
Johann Gaudenz von Salis-Seewis (1762–1834)

- Salis-Seewis, Johann Ulrich von (1862–1940), österreichisch-ungarischer Offizier
- Salis-Sils, Vincenz von (1760–1832), Schweizer Politiker und Diplomat
- Salis-Soglio, Adolf von (1818–1891), Schweizer Wasserbauingenieur
- Salis-Soglio, Daniel von (1826–1919), österreichischer General
- Salis-Soglio, Johann Ulrich von (1790–1874), General und Kommandierender der SonderbundstruppenJohann Ulrich von Salis-Soglio (1790–1874)

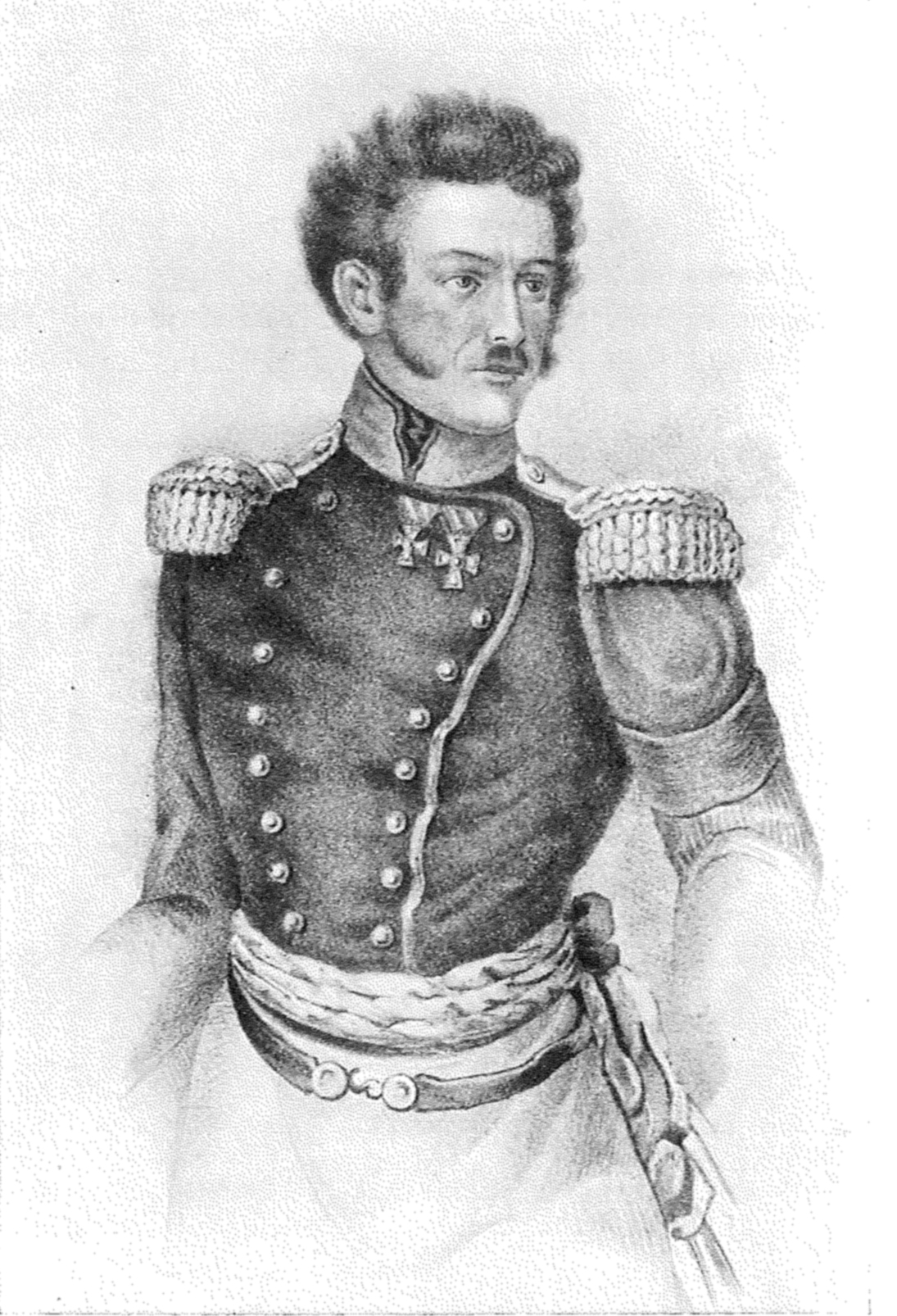
Johann Ulrich von Salis-Soglio (1790–1874)

- Salis-Soglio, Pierre de (1827–1919), Schweizer Landschafts- und Genremaler sowie Konservator des Musée des Beaux-Arts, Neuenburg
- Salis-Soglio, Rudolf von (1529–1599), kaiserlicher Feldzeugmeister, Kriegsrat, Oberst eines deutschen Regiments
- Salis-Soglio, Rudolf von (1747–1821), Bündner Landammann und Amtsbürgermeister
- Salis-Soglio, Rudolf von (1748–1797), Bündner Stadtvogt und Amtsbürgermeister
- Salis-Soglio, Ulysses Anton von (1792–1848), österreichischer Offizier
- Salis-Zizers, Johann Heinrich von (1805–1858), k.u.k. Feldmarschallleutnant und zuletzt Chef des k.u.k. Infanterieregiment Nr. 25
- Salis-Zizers, Rudolf von (1779–1840), Schweizer Offizier
- Salisbury, Benjamin (* 1980), US-amerikanischer Schauspieler und Synchronsprecher
- Salisbury, Cheryl (* 1974), australische Fußballspielerin
- Salisbury, Edward James (1886–1978), britischer Botaniker
- Salisbury, Edwin (1910–1986), US-amerikanischer Ruderer
- Salisbury, Harrison E. (1908–1993), US-amerikanischer Journalist und Autor
- Salisbury, Joe (* 1992), britischer Tennisspieler
- Salisbury, John (* 1934), britischer Sprinter
- Salisbury, John William (1933–2020), US-amerikanischer Astronom
- Salisbury, Patrick of Salisbury, 1. Earl of († 1168), anglonormannischer Adliger, Earl of Salisbury
- Salisbury, Paul (* 1979), deutscher Drehbuchautor
- Salisbury, Peter (* 1971), britischer Schlagzeuger
- Salisbury, Richard Anthony (1761–1829), britischer Botaniker
- Salisch, Arthur von (1829–1885), deutscher Rittergutsbesitzer und Parlamentarier
- Salisch, Ernst Wilhelm von (1649–1711), holländischer und kaiserlicher General
- Salisch, Ferdinand von (1790–1846), preußischer Generalmajor
- Salisch, Gotthilf von (1876–1962), deutscher Rittergutsbesitzer und Verwaltungsbeamter
- Salisch, Hans Rudolph von (1704–1760), preußischer Landrat
- Salisch, Heinke (* 1941), deutsche Politikerin (SPD), MdEPHeinke Salisch (* 1941)

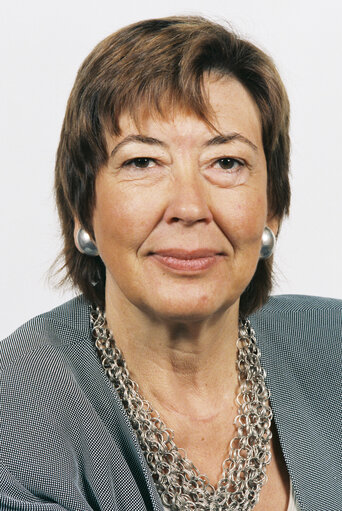
Heinke Salisch (* 1941)

- Salisch, Heinrich von (1846–1920), deutscher Forstwissenschaftler und Politiker, MdR
- Salisch, Karl Otto von (1902–1945), deutscher Polizeibeamter und SS-Hauptsturmführer
- Salisch, Paul (* 1919), deutscher Fußballspieler
- Salisch, Paul von (1826–1883), schlesischer Gutsbesitzer und Politiker
- Salisch, Peter (* 1961), deutscher Fußballspieler
- Salisch, Wilhelm Alexander von (1802–1876), preußischer Generalmajor
- Salisch, Wilhelm von (1913–1945), deutscher Oberst im Zweiten Weltkrieg
- Salischtschew, Konstantin Alexejewitsch (1905–1988), russischer Kartograf
- Salischtschuk, Switlana (* 1982), ukrainische Journalistin und Politikerin
- Salisnjak, Andrei Anatoljewitsch (1935–2017), russischer Linguist und Hochschullehrer
- Salisnjak, Maksym, Saporoger Kosak und Anführer der Hajdamaken im Kolijiwschtschyna-Aufstand im Jahre 1768
- Salisu, Mohammed (* 1999), ghanaischer Fußballspieler

### Salit
- Salitis, altägyptischer König der 15. Dynastie
- Salitter, Paul (1898–1972), deutscher Polizeibeamter
- Saliture, Abrahão (1884–1967), brasilianischer Ruderer und Wasserballspieler

### Saliu
- Salius, Aegidius († 1580), böhmischer Physiker und Mathematiker

### Saliv
- Salivarová, Zdena (* 1933), tschechisch-kanadische Schriftstellerin, Sängerin und Schauspielerin

### Saliz
- Salize, Hans Joachim (* 1954), Sozialwissenschaftler und psychiatrischer Epidemiologe